# 建築面積
建築面積（けんちくめんせき）とは、建築物の外壁、柱の中心線で囲まれた部分の面積のことである。建築基準法施行令第2条第1項第2号において定義されている。

## 定義
建築面積は、建築物（地階で地盤面上1m以下にある部分を除く）の外壁又はこれに代わる柱の中心線（軒、庇、はね出し縁その他これらに類するもので当該中心線から水平距離1m以上突き出たものがある場合には、その端から水平距離1m後退した線）で囲まれた部分の水平投影面積による。
ただし、国土交通大臣が高い開放性を有すると認めて指定する構造の建築物又はその部分については、その端から水平距離1m以内の部分の水平投影面積は、その建築物の建築面積に算入しない 。

## 概要
不動産登記では建物の床面積は、各階ごとに壁芯面積より算出する。しかし区分所有建物の専有面積は、パンフレットや契約書には壁芯面積で記載されても、不動産登記では内法面積で記載される。
建物の床面積の計算には、壁などの中心線で囲まれた部分の水平投影面積による壁芯面積と、壁などの内側線で囲まれた部分の水平投影面積による内法面積がある。内法面積は、壁芯面積より若干少ない。また水平投影面積は、土地や建物を真上から見たときの面積をいい、凸凹や斜面の部分があっても水平であるものとみなし,
測定する。